# Willi Stech
Willi Stech   (Krefeld, 29 de novembre de 1905 - Ehrenkirchen, 28 d'abril de 1979) va ser un pianista, líder de la banda i compositor alemany.

## Biografia
Va estudiar piano i composició a la Universitat de Música de Colònia del 1922 al 1927 i després va treballar com a pianista de concert a casa i a l'estranger. A principis de 1933 es va convertir en membre del NSDAP. El 21 de juliol de 1933 va ser nomenat escrivà en cap de la recentment fundada emissora alemanya. Va actuar com a pianista resident de l'emissora i també va ser cap del departament d'entreteniment, el programa del qual va dissenyar.
El 1934 va fundar la formació orquestral Die Goldene Sieben amb Harold M. Kirchstein. Després de la seva dissolució el 1939, Stech va formar una nova orquestra segons les instruccions dels seus clients, l'orquestra de ball de l'emissora alemanya. Aquesta orquestra va sortir a l'aire per primera vegada a l'hivern de la guerra de 1941 sota la direcció de Willi Stech. Havia estat en ús gairebé continuat des de finals de 1941. Del 1942 al 1943 també es van enregistrar discos per a "Deutsche Grammophon", i des de finals de 1943 en cinta magnètica. Cal destacar que també hi ha títols de swing nord-americans prohibits a la ràdio alemanya i que probablement van ser utilitzats per les emissores internacionals alemanyes.
El febrer de 1944, Stech i Barnabás von Géczy van ser nomenats director de l'Orquestra Alemanya de Dansa i Entreteniment de Praga. Després de la guerra va ser fet presoner a la República Txeca i més tard va treballar com a pianista a Suïssa. Del 1951 al 1970 va dirigir la petita orquestra d'entreteniment de Südwestfunk a Friburg. Després de la seva dissolució, va fundar la seva pròpia Gran Orquestra Willi Stech, amb la qual va produir més enregistraments.

## Enregistraments
- SARPE Los tesoros de la Música. Rapsodia in blue-Un americano en París, "Orquestra Simfònica de Berlín" dirigida per Werner Schmidt-Boelcke, piano Willi Stech.